# Piezas honorables del escudo

Piezas Honorables en Heráldica, con formas de escudos estilo español (ibérico).

Algunas modificaciones de las Piezas Honorables de los escudos heráldicos.

Piezas honorables es como se conoce en heráldica a determinadas figuras o cargas que se plasman sobre el escudo de armas o blasón, en el diseño y transmisión de la armería heráldica. Son figuras o piezas de forma geométrica, cuyo esmalte es distinto del que lleva el campo. Estas piezas se pueden clasificar en honorables y menos honorables. 
Las piezas honorables se caracterizan por llenar la tercera parte de la superficie regular del campo, excepto dos de ellas (el cuarto flanco y el jirón) que sólo llegan a la cuarta parte. Si no tienen dicha medida, se llaman piezas menos honorables u honorables disminuidas. 

## Piezas honorables más frecuentes
- la cabeza o jefe que llena la tercera parte superior o frente y, si es del mismo esmalte que el fondo (lo cual ocurre en contadas ocasiones), se llama cabeza cosida;
- la faja que ocupa la zona del cuerpo. Si el escudo tiene varias fajas (aunque más pequeñas como se puede suponer) se llama fajado;
- la punta, campaña, campo o llanura que llena toda la región de la punta;
- el pal o palo, que es vertical y se encuentra en medio del escudo. Si existen varios palos, el escudo se denomina palado;
- la banda, que va en sentido diagonal de derecha a izquierda;
- la barra que va en sentido contrario al anterior;
- la cruz, que para ser pieza honorable ha de estar sola y abrazar todo el escudo, constituida por faja y palo;
- el sautor o aspa o cruz aspada o de San Andrés, también llamada de Borgoña. Se forma por banda y barra de una sola pieza;
- el chevrón o cabrio, pieza a modo de compás abierto que desciende debajo de la frente a los cantones de punta, el cual puede ser chevrón múltiple, recortado, roto, etc.;
- la bordura o bordadura, a modo de ribete del escudo que para ser honorable ha de tener por cada lado la sexta parte del escudo y no ha de estar recargada con otras piezas;
- la cinta u orla, que rodea el escudo, teniendo la mitad de anchura que la bordura normal y distando del borde otro tanto;
- la perla en forma de palio arzobispal o de ‘Y’;
- la pila, cabria invertida que toca en punta;
- la pira, pila invertida;
- el escusón o sobrescudo, que es un pequeño escudo que se encuentra sobre el principal y se llama escusón en abismo o sobrescudo en el medio cuando insiste en el centro del campo;
- el cuarto-franco o franco-cuartel que no pasa de la cuarta parte del escudo y carga sobre un cantón de frente y
- el jirón o pieza triangular aplicada en un lado cualquiera pero con un vértice en el medio del escudo.

Varias de las piezas anteriores pueden combinarse o juntarse formando la cabeza-palo, la banda-campaña, etc.
Toda las piezas nombradas anteriormente se consideran tanto más nobles cuanto más sencillas o menos alteradas o cargadas se presenten. Pero con frecuencia se las observa modificadas en los bordes o en la superficie en la división entre ellas, llamándose entonces, según los casos, dentadas, ondeadas, recargadas, forradas, losangeadas, a escaques (o cuadriculadas), compuestas (divididas y repetidas), etc. La repetición de alguna de ellas siempre que no exceda el número de seis contando los espacios intermedios, no se considera disminución de nobleza. Estas modificaciones traen su origen ordinariamente en las ramas procedentes de una familia noble, las cuales conservan las piezas del tronco, pero las modifican para distinguirse de él consituyendo esta modificación una verdadera brisura.

## Origen
En cuanto al origen de las piezas honorables y al significado que se les atribuye, parecen fundarse todas en los juegos de armas y en los usos de la caballería andante.
- el Jefe simboliza el Yelmo del caballero.
- la Faja simboliza el ceñidor o correa del fajón militar del caballero.
- la Banda simboliza el bálteo del caballero, y también equivale a una banderola
- el Palo simboliza la jurisdicción, o una lanza del caballero (si está acabado en punta], o una estaca si está multiplicado.
- la Cruz simboliza la espada del caballero, y también evoca la memoria de las Cruzadas.
- la Sotuer ó cruz de San Andrés  trae su origen del estribo de los jinetes, y su uso frecuente es también un recuerdo de las famosas disensiones entre la Casa de Orleans y la de Borgoña, de la cual dicha cruz era distintivo.
- el Chevrón o Cabrio simboliza las espuelas del caballero.
- la Bordura simboliza la coraza del caballero
- la Perla simboliza el palio ganado por el caballero. Es el resultado de la combinación del Chevrón y del Palo.
- la Campaña ó Punta simboliza la punta de la espada del caballero.
- el Escusón simboliza el blasón del caballero
- el Jirón simboliza la divisa del caballero. La divisa es una Faja reducida a la tercera parte de su latitud.
- la Pira simboliza la rectitud del caballero.
- la Pila simboliza la intrepidez del caballero.
- el Lambel simboliza el lazo que recibía el joven caballero